# Polity
Polity és una editorial acadèmica especialitzada en ciències socials i humanitats. Va ser fundada el 1984 i té oficines a Cambridge (Regne Unit), Oxford (Regne Unit) i Boston (EUA). Està especialitzada en les àrees de sociologia, mitjans de comunicació, política i teoria social. Publica llibres de text per a estudiants i acadèmics. Ha publicat textos de personalitats com Jürgen Habermas, Walter Benjamin, Ulrich Beck i Peter Sloterdijk, entre molts d'altres.